# Comunità scientifica
Con il termine comunità scientifica si intende di massima un insieme non definito di scienziati, tecnici e teorici, e delle loro relazioni e interazioni, che partecipano ai processi generali di ricerca scientifica secondo il metodo scientifico. Essa è comunemente divisa in "sotto-comunità", ognuna operante in un particolare campo.

## Descrizione
All'interno della comunità scientifica si perseguono teorie, risultati e spiegazioni tramite l'applicazione del metodo scientifico e delle discussioni e dibattiti interni, innescati a partire da pubblicazioni scientifiche, normalmente pubblicate su apposite riviste scientifiche dopo accurata validazione tramite processi di revisione paritaria (peer review) ed inserite dall'editoria accademica all'interno della letteratura scientifica: tale sistema dialettico ha portato allo sviluppo delle conoscenze scientifiche fino all'attuale stadio attraverso meccanismi di generazione del consenso scientifico sulla base dei fatti e risultati sperimentali riproducibili. L'autorevolezza della comunità scientifica risiede proprio nella sua capacità intrinseca di discriminare ciò che è scientificamente corretto e condivisibile da ciò che non lo è per errori di metodo, bias o falsificazioni.
La parte di comunità scientifica che è fonte al suo interno di consenso scientifico è detta informalmente mainstream, mentre dall'altro lato si sviluppano spesso forme di scienza di confine o anche pseudoscienza.
Spesso scienziati appartenenti a vari campi di indagine tecnico-scientifica interagiscono e collaborano tra loro, fornendo ciascuno il loro contributo, in un contesto tipico di interdisciplinarità o multidisciplinarità al particolare problema affrontato. Le valutazioni tecnico-scientifiche offerte dagli scienziati della comunità in merito a questioni o problematiche di importanza collettiva o globale si prestano poi spesso all'applicazione o attuazione di provvedimenti politico-organizzativi in seguito a rispettive fasi decisionali. La figura dello scienziato e della comunità stessa, assieme a quella dei decisori politici, viene quindi spesso ad assumere un ruolo di responsabilità sociale nei confronti della collettività.
I meccanismi di funzionamento della comunità scientifica, il sistema di incentivi basato su revisione paritaria e reputazione, il mercato del lavoro nella scienza e le tematiche a ciò correlate sono oggetto di studio della sociologia della scienza.
Negli ultimi due decenni il senso di comunità scientifica globale si è progressivamente allargato agli scienziati del mondo intero grazie anche alla diffusione e all'uso degli strumenti informatici e di comunicazione di massa attuali come la rete Internet: il web stesso fu sviluppato dagli scienziati del Cern proprio per permettere la diffusione più rapida ed efficiente dei contenuti scientifici sotto forma di pubblicazioni scientifiche all'interno della comunità stessa. In tale contesto un problema che la comunità si trova sempre più spesso ad affrontare è la comunicazione pubblica della scienza attraverso la divulgazione scientifica dei risultati scientifici in merito a questioni estremamente dibattute dall'opinione pubblica e dai media direttamente ai non addetti ai lavori.
La comunità scientifica internazionale ha sempre più influsso sulle regolamentazioni e sulle leggi, ma è anche sempre più criticata per via di possibili conflitti di interesse finanziari e conseguente mancanza di indipendenza e di trasparenza. Critiche provengono sia dall'interno della comunità scientifica medica sia dall'esterno.